# South London Line
De South London Line is een spoorlijn van London Overground in Inner London, die de zone ten zuiden van het stadscentrum bedient. Oorspronkelijk was het een verbinding die in een grote zuidelijke boog liep van het station London Victoria naar het station London Bridge, uitgebaat door Southern. Sinds 2012 werd de lijn opgenomen in het aanbod van London Overground en is het een verbinding gekoppeld aan het netwerk van de East London Line tussen Clapham Junction en Canada Water alwaar via de East London Line de aansluiting richting Highbury & Islington is voorzien.

## Stations
van west naar oost
- Clapham Junction
  - Battersea Park (aparte aftakking, beperkte dienstverlening naar het oosten)
- Wandsworth Road
- Clapham High Street
- Denmark Hill
- Peckham Rye
- Queen's Road Peckham
- toekomstig New Bermondsey
- Surrey Quays
- Canada Water

## Materieel

### London Overground

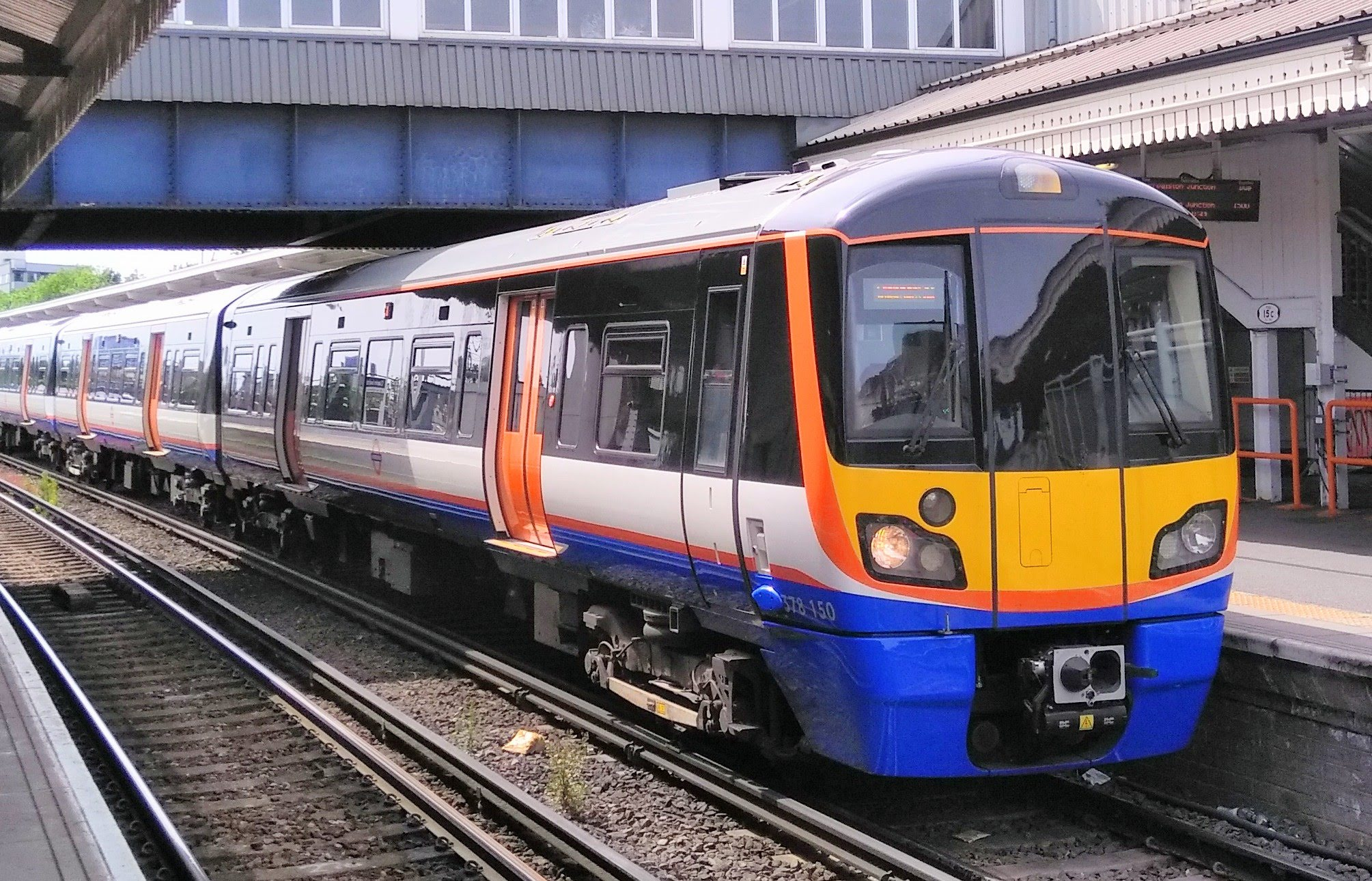
een Class 378 treinstel

Door London Overground worden treinen van de types Class 378 Capitalstar, Class 455, Class 465 Networker en Class 466 Networker ingezet.